# Lijst van nummer 1-albums in de Vlaamse Ultratop 50 Albums in 2012
Onderstaande albums stonden in 2012 op nummer 1 in de Vlaamse Ultratop 50 Albums. De lijst wordt samengesteld door Ultratop 50.
| Nummer | Datum        | Artiest                                    | Titel                             |
| ------ | ------------ | ------------------------------------------ | --------------------------------- |
| 249    | 7 januari    | Adele                                      | 21                                |
|        | 14 januari   | Adele                                      | 21                                |
|        | 21 januari   | Adele                                      | 21                                |
|        | 28 januari   | Adele                                      | 21                                |
| 259    | 4 februari   | Leonard Cohen                              | Old Ideas                         |
|        | 11 februari  | Leonard Cohen                              | Old Ideas                         |
|        | 18 februari  | Leonard Cohen                              | Old Ideas                         |
| 249    | 25 februari  | Adele                                      | 21                                |
|        | 3 maart      | Adele                                      | 21                                |
| 260    | 10 maart     | Bruce Springsteen                          | Wrecking Ball                     |
| 261    | 17 maart     | Hooverphonic                               | With Orchestra                    |
|        | 24 maart     | Hooverphonic                               | With Orchestra                    |
| 262    | 31 maart     | Madonna                                    | MDNA                              |
|        | 7 april      | Madonna                                    | MDNA                              |
| 249    | 14 april     | Adele                                      | 21                                |
| 263    | 21 april     | Birdy                                      | Birdy                             |
| 264    | 28 april     | Jack White                                 | Blunderbuss                       |
| 261    | 5 mei        | Hooverphonic                               | With Orchestra                    |
| 265    | 12 mei       | Norah Jones                                | ...Little Broken Hearts           |
| 266    | 19 mei       | Julio Iglesias                             | 1                                 |
| 267    | 26 mei       | Absynthe Minded                            | As It Ever Was                    |
| 268    | 2 juni       | Triggerfinger                              | Faders Up 2 - Live in Amsterdam   |
| 269    | 9 juni       | dEUS                                       | Following Sea                     |
|        | 16 juni      | dEUS                                       | Following Sea                     |
|        | 23 juni      | dEUS                                       | Following Sea                     |
|        | 30 juni      | dEUS                                       | Following Sea                     |
| 270    | 7 juli       | Netsky                                     | 2                                 |
|        | 14 juli      | Netsky                                     | 2                                 |
|        | 21 juli      | Netsky                                     | 2                                 |
| 271    | 28 juli      | De Strangers & Katastroof                  | Back to Back                      |
|        | 4 augustus   | De Strangers & Katastroof                  | Back to Back                      |
| 270    | 11 augustus  | Netsky                                     | 2                                 |
| 272    | 18 augustus  | Jan Smit                                   | Vrienden                          |
| 273    | 25 augustus  | Lindsay                                    | Het beste en meer - 5 zomers lang |
| 270    | 1 september  | Netsky                                     | 2                                 |
|        | 8 september  | Netsky                                     | 2                                 |
| 274    | 15 september | The xx                                     | Coexist                           |
|        | 22 september | The xx                                     | Coexist                           |
|        | 29 september | The xx                                     | Coexist                           |
| 275    | 6 oktober    | Muse                                       | The 2nd Law                       |
|        | 13 oktober   | Muse                                       | The 2nd Law                       |
| 276    | 20 oktober   | Mumford & Sons                             | Babel                             |
| 277    | 27 oktober   | Balthazar                                  | Rats                              |
| 278    | 3 november   | Hooverphonic                               | With Orchestra Live               |
|        | 10 november  | Hooverphonic                               | With Orchestra Live               |
| 279    | 17 november  | One Direction                              | Take Me Home                      |
| 280    | 24 november  | The Broken Circle Breakdown Bluegrass Band | The Broken Circle Breakdown       |
|        | 1 december   | The Broken Circle Breakdown Bluegrass Band | The Broken Circle Breakdown       |
|        | 8 december   | The Broken Circle Breakdown Bluegrass Band | The Broken Circle Breakdown       |
|        | 15 december  | The Broken Circle Breakdown Bluegrass Band | The Broken Circle Breakdown       |
|        | 22 december  | The Broken Circle Breakdown Bluegrass Band | The Broken Circle Breakdown       |
|        | 29 december  | The Broken Circle Breakdown Bluegrass Band | The Broken Circle Breakdown       |

1995 ·
1996 ·
1997 ·
1998 ·
1999 ·
2000 ·
2001 ·
2002 ·
2003 ·
2004 ·
2005 ·
2006 ·
2007 ·
2008 ·
2009 ·
2010 ·
2011 ·
2012 ·
2013 ·
2014 ·
2015 ·
2016 ·
2017 ·
2018 ·
2019 ·
2020 ·
2021 ·
2022 ·
2023 ·
2024 ·
2025
- Nederland
- Nederland (Album Top 40)
- Vlaanderen
- Verenigd Koninkrijk
- Verenigde Staten